# Yokohama F·Marinos 2004
Questa voce raccoglie le informazioni riguardanti lo Yokohama F·Marinos nelle competizioni ufficiali della stagione 2004

## Stagione
Nella stagione 2004 gli Yokohama Marinos si confermarono campioni del Giappone: vincendo la Suntory Series la squadra ottenne l'accesso alla finale dove incontrò gli Urawa Red Diamonds (artefici dell'eliminazione dei Marinos ai quarti di finale della Coppa di Lega), sconfitti dopo la sequenza dei calci di rigore.

## Maglie e sponsor
Le divise, prodotte dall'Adidas, vedono la reintroduzione dei calzoncini bianchi e un aumento del rosso sulle strisce delle spalle. Lo sponsor ufficiale è Nissan.
|  | Casa Maglia |  | Casa AFC CL |  | Trasferta Maglia |  | Trasferta Alternativa |

## Rosa
| N. |                          | Ruolo | Calciatore       |
| -- | ------------------------ | ----- | ---------------- |
| 1  | Giappone (bandiera)      | P     | Tatsuya Enomoto  |
| 2  | Giappone (bandiera)      | D     | Eisuke Nakanishi |
| 3  | Giappone (bandiera)      | D     | Naoki Matsuda    |
| 4  | Brasile (bandiera)       | D     | Dutra            |
| 6  | Giappone (bandiera)      | C     | Yoshiharu Ueno   |
| 7  | Giappone (bandiera)      | C     | Yukihiko Sato    |
| 8  | Corea del Sud (bandiera) | C     | Yoo Sang-Chul    |
| 9  | Giappone (bandiera)      | A     | Tatsuhiko Kubo   |
| 10 | Giappone (bandiera)      | A     | Akihiro Endō     |
| 11 | Giappone (bandiera)      | A     | Daisuke Sakata   |
| 14 | Giappone (bandiera)      | C     | Daisuke Oku      |
| 16 | Giappone (bandiera)      | P     | Hiroshi Sato     |
| 17 | Giappone (bandiera)      | D     | Hayuma Tanaka    |
| 18 | Giappone (bandiera)      | A     | Norihisa Shimizu |
| 19 | Giappone (bandiera)      | A     | Sōtarō Yasunaga  |
| 21 | Giappone (bandiera)      | C     | Yuki Kaneko      |

| N. |                          | Ruolo | Calciatore        |
| -- | ------------------------ | ----- | ----------------- |
| 21 | Giappone (bandiera)      | P     | Tetsuya Enomoto   |
| 22 | Giappone (bandiera)      | D     | Yūji Nakazawa     |
| 23 | Giappone (bandiera)      | C     | Masahiro Ōhashi   |
| 25 | Giappone (bandiera)      | C     | Yuji Goto         |
| 26 | Giappone (bandiera)      | C     | Daisuke Nasu      |
| 27 | Giappone (bandiera)      | C     | Masato Yamazaki   |
| 28 | Giappone (bandiera)      | C     | Nobuki Hara       |
| 29 | Giappone (bandiera)      | A     | Yūtarō Abe        |
| 30 | Giappone (bandiera)      | D     | Yūzō Kurihara     |
| 31 | Giappone (bandiera)      | P     | Kenichi Shimokawa |
| 32 | Giappone (bandiera)      | C     | Yukihiro Yamase   |
| 33 | Giappone (bandiera)      | A     | Sho Kitano        |
| 34 | Giappone (bandiera)      | D     | Kei Omoto         |
| 35 | Giappone (bandiera)      | C     | Ryūji Kawai       |
| 36 | Corea del Sud (bandiera) | A     | Ahn Jung-hwan     |

## Statistiche

### Statistiche di squadra
| Competizione          | Punti | Totale | Totale | Totale | Totale | Totale | Totale | DR  |
| Competizione          | Punti | G      | V      | N      | P      | Gf     | Gs     | DR  |
| --------------------- | ----- | ------ | ------ | ------ | ------ | ------ | ------ | --- |
| J. League Division 1  | 59    | 30     | 17     | 8      | 5      | 47     | 30     | +17 |
| Nabisco Cup           | -     | 7      | 3      | 1      | 3      | 7      | 9      | -2  |
| Coppa dell'Imperatore | -     | 2      | 2      | 0      | 0      | 3      | 3      | 0   |
| Totale                | -     | 39     | 22     | 9      | 8      | 57     | 42     | +15 |

### Statistiche dei giocatori
| Giocatore    | J. League Division 1 | J. League Division 1 |
| Giocatore    | Presenze             | Reti                 |
| ------------ | -------------------- | -------------------- |
| A. Jung-Hwan | 25                   | 12                   |
| Dutra        | 22                   | -                    |
| Endo         | 22                   | 4                    |
| Enomoto      | 30                   | -                    |
| Hara         | 1                    | -                    |
| Hato         | 1                    | -                    |
| Kawai        | 9                    | -                    |
| Kubo         | 19                   | 4                    |
| Kurihara     | 8                    | -                    |
| Matsuda      | 24                   | 1                    |
| Nasu         | 24                   | 1                    |
| Nakanishi    | 20                   | -                    |
| Nakazawa     | 27                   | 1                    |
| Ohashi       | 8                    | -                    |
| Oku          | 25                   | 10                   |
| Sakata       | 28                   | 10                   |
| Sato         | 16                   | 2                    |
| Shimizu      | 14                   | 1                    |
| Tanaka       | 23                   | 1                    |
| Ueno         | 22                   | 3                    |
| Yamazaki     | 13                   | -                    |
| Yasunaga     | 7                    | -                    |
| Y. Sang-Chul | 19                   | -                    |